# 4e étape du Tour de France Femmes 2025
Pour un article plus général, voir Tour de France Femmes 2025.
La 4e étape du Tour de France Femmes 2025 se déroule le mardi 29 juillet 2025 entre Saumur et Poitiers, sur une distance de 130,7 kilomètres.

## Parcours
La quatrième étape relie Saumur à Poitiers sur une distance de 132,2 kilomètres. Si le tracé semble d’abord roulant, il réserve un final nettement plus accidenté, offrant une belle opportunité aux baroudeuses. Les dix derniers kilomètres comprennent deux côtes marquées, dont celle de Buxerolles, située à 9 kilomètres de l’arrivée, qui pourrait favoriser des attaques tardives. L’arrivée est jugée avenue John Kennedy à Poitiers, au sommet d’une légère montée conclue par une longue ligne droite de 1 100 mètres sur une large chaussée. Ce final usant pourrait convenir à une sprinteuse résistante ou permettre à une échappée bien construite de résister au retour du peloton.

## Déroulement de la course
À la suite de 21 kilomètres de course sans la moindre offensive, Franziska Koch lance finalement la première attaque, immédiatement suivie par Fiona Mangan et Valerie Demey. Ce trio est toutefois rapidement repris par le peloton, au sein duquel de nombreuses tentatives d'échappée se succèdent. Maud Rijnbeek parvient à s'extraire en solitaire. Elle est imitée peu après par Célia Le Mouël, puis par Elyne Roussel et enfin Victoire Berteau, chacune attaquant à son tour. On se retrouve ainsi avec trois coureuses intercalées, chacune espacée d'environ 30 secondes les unes des autres. À 80 kilomètres de l'arrivée, alors que les trois Françaises ont été reprises, Ana Vitória Magalhães et Franziska Koch partent à deux en contre. Le duo se relaie bien et est attendu par Rijnbeek ; l'échappée se compose dorénavant de trois coureuses et prend une petite minute d'avance sur le peloton. Tandis que le peloton est emmené par les formations FDJ-Suez et Lidl-Trek, Rijnbeek est lâchée du groupe de tête qui se retrouve alors à deux, à 60 kilomètres de la ligne d'arrivée. Le duo de tête s'entend très bien, se partageant les points disponibles tout au long de l'étape. À 20 kilomètres de l'arrivée, l'échappée dispose encore de 1 min d'avance sur le peloton où Nienke Vinke, une favorite pour le maillot blanc, a chuté. À 4,3 kilomètres de la fin de l'étape, alors que Vinke est finalement rentrée, l'échappée est reprise après un long baroud face au peloton. Très bien emmenée dans les derniers mètres par Anna van der Breggen puis Lotte Kopecky, Lorena Wiebes parvient à faire le coup double et s'imposer à nouveau devant Marianne Vos.

## Résultats
Cette section présente les résultats et prix obtenus au cours de l'étape.

### Classement de l'étape
| Classement de la 4e étape | Classement de la 4e étape | Classement de la 4e étape | Classement de la 4e étape          | Classement de la 4e étape |
|                           | Coureur                   | Pays                      | Équipe                             | Temps                     |
| ------------------------- | ------------------------- | ------------------------- | ---------------------------------- | ------------------------- |
| 1er                       | Lorena Wiebes             | Pays-Bas                  | SD Worx-Protime                    | en 2 h 54 min 11 s        |
| 2e                        | Marianne Vos              | Pays-Bas                  | Visma-Lease a Bike                 | + 0 s                     |
| 3e                        | Lara Gillespie            | Irlande                   | UAE ADQ                            | + 0 s                     |
| 4e                        | Eline Jansen              | Pays-Bas                  | VolkerWessels                      | + 0 s                     |
| 5e                        | Chloé Dygert              | États-Unis                | Canyon-SRAM zondacrypto            | + 0 s                     |
| 6e                        | Shari Bossuyt             | Belgique                  | AG Insurance-Soudal                | + 0 s                     |
| 7e                        | Rachele Barbieri          | Italie                    | Picnic PostNL                      | + 0 s                     |
| 8e                        | Linda Zanetti             | Suisse                    | Uno-X Mobility                     | + 0 s                     |
| 9e                        | Alicia González Blanco    | Espagne                   | St Michel-Preference Home-Auber 93 | + 0 s                     |
| 10e                       | Sarah Van Dam             | Canada                    | Ceratizit                          | + 0 s                     |
| modifier                  |                           |                           |                                    |                           |

### Bonifications en temps
|   | Coureuse       | Pays     | Équipe             | Secondes |
| - | -------------- | -------- | ------------------ | -------- |
| 1 | Lorena Wiebes  | Pays-Bas | SD Worx-Protime    | 10 s     |
| 2 | Marianne Vos   | Pays-Bas | Visma-Lease a Bike | 6 s      |
| 3 | Lara Gillespie | Irlande  | UAE ADQ            | 4 s      |

### Points attribués
| Sprint intermédiaire Soudun (km 86,7) | Sprint intermédiaire Soudun (km 86,7) | Sprint intermédiaire Soudun (km 86,7) | Sprint intermédiaire Soudun (km 86,7) | Sprint intermédiaire Soudun (km 86,7) |
| ------------------------------------- | ------------------------------------- | ------------------------------------- | ------------------------------------- | ------------------------------------- |
|                                       | Coureur                               | Pays                                  | Équipe                                | Point(s)                              |
| 1er                                   | Franziska Koch                        | Allemagne                             | Picnic PostNL                         | 25                                    |
| 2e                                    | Ana Vitória Magalhães                 | Brésil                                | Movistar                              | 20                                    |
| 3e                                    | Lorena Wiebes                         | Pays-Bas                              | SD Worx-Protime                       | 17                                    |
| 4e                                    | Marianne Vos                          | Pays-Bas                              | Visma-Lease a Bike                    | 15                                    |
| 5e                                    | Mischa Bredewold                      | Pays-Bas                              | SD Worx-Protime                       | 13                                    |
| 6e                                    | Kim Le Court Pienaar                  | Maurice                               | AG Insurance-Soudal                   | 11                                    |
| 7e                                    | Elena Cecchini                        | Italie                                | SD Worx-Protime                       | 10                                    |
| 8e                                    | Gladys Verhulst-Wild                  | France                                | AG Insurance-Soudal                   | 9                                     |
| 9e                                    | Ally Wollaston                        | Nouvelle-Zélande                      | FDJ-Suez                              | 8                                     |
| 10e                                   | Anna van der Breggen                  | Pays-Bas                              | SD Worx-Protime                       | 7                                     |
| 11e                                   | Demi Vollering                        | Pays-Bas                              | FDJ-Suez                              | 6                                     |
| 12e                                   | Ilse Pluimers                         | Pays-Bas                              | AG Insurance-Soudal                   | 5                                     |
| 13e                                   | Justine Ghekiere                      | Belgique                              | AG Insurance-Soudal                   | 4                                     |
| 14e                                   | Jeanne Korevaar                       | Pays-Bas                              | Liv AlUla Jayco                       | 3                                     |
| 15e                                   | Marie Le Net                          | France                                | FDJ-Suez                              | 2                                     |
| modifier                              |                                       |                                       |                                       |                                       |

| Arrivée d'étape Poitiers (km 130,7) | Arrivée d'étape Poitiers (km 130,7) | Arrivée d'étape Poitiers (km 130,7) | Arrivée d'étape Poitiers (km 130,7) | Arrivée d'étape Poitiers (km 130,7) |
| ----------------------------------- | ----------------------------------- | ----------------------------------- | ----------------------------------- | ----------------------------------- |
|                                     | Coureur                             | Pays                                | Équipe                              | Point(s)                            |
| 1er                                 | Lorena Wiebes                       | Pays-Bas                            | SD Worx-Protime                     | 50                                  |
| 2e                                  | Marianne Vos                        | Pays-Bas                            | Visma-Lease a Bike                  | 30                                  |
| 3e                                  | Lara Gillespie                      | Irlande                             | UAE ADQ                             | 20                                  |
| 4e                                  | Eline Jansen                        | Pays-Bas                            | VolkerWessels                       | 18                                  |
| 5e                                  | Chloé Dygert                        | États-Unis                          | Canyon-SRAM zondacrypto             | 16                                  |
| 6e                                  | Shari Bossuyt                       | Belgique                            | AG Insurance-Soudal                 | 14                                  |
| 7e                                  | Rachele Barbieri                    | Italie                              | Picnic PostNL                       | 12                                  |
| 8e                                  | Linda Zanetti                       | Suisse                              | Uno-X Mobility                      | 10                                  |
| 9e                                  | Alicia González Blanco              | Espagne                             | St Michel-Preference Home-Auber 93  | 8                                   |
| 10e                                 | Sarah Van Dam                       | Canada                              | Ceratizit                           | 7                                   |
| 11e                                 | Kaja Rysz                           | Pologne                             | Roland Le Dévoluy                   | 6                                   |
| 12e                                 | Kristýna Burlová                    | Tchéquie                            | Ceratizit                           | 5                                   |
| 13e                                 | Franziska Brauße                    | Allemagne                           | Ceratizit                           | 4                                   |
| 14e                                 | Letizia Paternoster                 | Italie                              | Liv AlUla Jayco                     | 3                                   |
| 15e                                 | Cédrine Kerbaol                     | France                              | EF Education-Oatly                  | 2                                   |
| modifier                            |                                     |                                     |                                     |                                     |

| Coureuse      | Pays        | Équipe             | Pénalité      |
| ------------- | ----------- | ------------------ | ------------- |
| Imogen Wolff  | Royaume-Uni | Visma-Lease a Bike | 10 secondes   |
| Linda Zanetti | Suisse      | Uno-X Mobility     | 10 points UCI |

### Cols et côtes
| \| Côte de Marigny (km 101,6) 4e catégorie (0,9 km à 5,4 %) \| Côte de Marigny (km 101,6) 4e catégorie (0,9 km à 5,4 %) \| Côte de Marigny (km 101,6) 4e catégorie (0,9 km à 5,4 %) \| Côte de Marigny (km 101,6) 4e catégorie (0,9 km à 5,4 %) \| Côte de Marigny (km 101,6) 4e catégorie (0,9 km à 5,4 %) \| \| -------------------------------------------------------- \| -------------------------------------------------------- \| -------------------------------------------------------- \| -------------------------------------------------------- \| -------------------------------------------------------- \| \| \| Coureur \| Pays \| Équipe \| Point(s) \| \| 1er \| Ana Vitória Magalhães \| Brésil \| Movistar \| 2 \| \| 2e \| Franziska Koch \| Allemagne \| Picnic PostNL \| 1 \| \| modifier \| \| \| \| \| |                       |           |               |          |
| Côte de Marigny (km 101,6) 4e catégorie (0,9 km à 5,4 %) |                       |           |               |          |
| | Coureur               | Pays      | Équipe        | Point(s) |
| 1er | Ana Vitória Magalhães | Brésil    | Movistar      | 2        |
| 2e | Franziska Koch        | Allemagne | Picnic PostNL | 1        |
| modifier |                       |           |               |          |

### Prix de la combativité
- Franziska Koch (Picnic PostNL)

## Classements à l'issue de l'étape
Cette section présente le classement général et les différents classements annexes à l'issue de l'étape.

### Classement général
| Classement général | Classement général           | Classement général | Classement général      | Classement général  |
|                    | Coureur                      | Pays               | Équipe                  | Temps               |
| ------------------ | ---------------------------- | ------------------ | ----------------------- | ------------------- |
| 1er                | Marianne Vos                 | Pays-Bas           | Visma-Lease a Bike      | en 11 h 13 min 11 s |
| 2e                 | Lorena Wiebes                | Pays-Bas           | SD Worx-Protime         | + 12 s              |
| 3e                 | Kim Le Court Pienaar         | Maurice            | AG Insurance-Soudal     | + 12 s              |
| 4e                 | Pauline Ferrand-Prévot       | France             | Visma-Lease a Bike      | + 18 s              |
| 5e                 | Katarzyna Niewiadoma-Phinney | Pologne            | Canyon-SRAM zondacrypto | + 22 s              |
| 6e                 | Demi Vollering               | Pays-Bas           | FDJ-Suez                | + 25 s              |
| 7e                 | Anna van der Breggen         | Pays-Bas           | SD Worx-Protime         | + 27 s              |
| 8e                 | Puck Pieterse                | Pays-Bas           | Fenix-Deceuninck        | + 27 s              |
| 9e                 | Niamh Fisher-Black           | Nouvelle-Zélande   | Lidl-Trek               | + 31 s              |
| 10e                | Chloé Dygert                 | États-Unis         | Canyon-SRAM zondacrypto | + 31 s              |
| modifier           |                              |                    |                         |                     |

| Classement par points | Classement par points        | Classement par points | Classement par points   | Classement par points |
| --------------------- | ---------------------------- | --------------------- | ----------------------- | --------------------- |
|                       | Coureur                      | Pays                  | Équipe                  | Point(s)              |
| 1er                   | Lorena Wiebes                | Pays-Bas              | SD Worx-Protime         | 197 points            |
| 2e                    | Marianne Vos                 | Pays-Bas              | Visma-Lease a Bike      | 157 pts               |
| 3e                    | Franziska Koch               | Allemagne             | Picnic PostNL           | 70 pts                |
| 4e                    | Kim Le Court Pienaar         | Maurice               | AG Insurance-Soudal     | 66 pts                |
| 5e                    | Demi Vollering               | Pays-Bas              | FDJ-Suez                | 59 pts                |
| 6e                    | Eline Jansen                 | Pays-Bas              | VolkerWessels           | 54 pts                |
| 7e                    | Anna van der Breggen         | Pays-Bas              | SD Worx-Protime         | 48 pts                |
| 8e                    | Katarzyna Niewiadoma-Phinney | Pologne               | Canyon-SRAM zondacrypto | 47 pts                |
| 9e                    | Shari Bossuyt                | Belgique              | AG Insurance-Soudal     | 39 pts                |
| 10e                   | Liane Lippert                | Allemagne             | Movistar                | 35 pts                |
| modifier              |                              |                       |                         |                       |

| Classement de la meilleure grimpeuse | Classement de la meilleure grimpeuse | Classement de la meilleure grimpeuse | Classement de la meilleure grimpeuse | Classement de la meilleure grimpeuse |
| ------------------------------------ | ------------------------------------ | ------------------------------------ | ------------------------------------ | ------------------------------------ |
|                                      | Coureur                              | Pays                                 | Équipe                               | Point(s)                             |
| 1er                                  | Élise Chabbey                        | Suisse                               | FDJ-Suez                             | 10 points                            |
| 2e                                   | Silke Smulders                       | Pays-Bas                             | Liv AlUla Jayco                      | 6 pts                                |
| 3e                                   | Mavi García                          | Espagne                              | Liv AlUla Jayco                      | 2 pts                                |
| 4e                                   | Alison Jackson                       | Canada                               | EF Education-Oatly                   | 2 pts                                |
| 5e                                   | Maud Rijnbeek                        | Pays-Bas                             | VolkerWessels                        | 2 pts                                |
| 6e                                   | Ana Vitória Magalhães                | Brésil                               | Movistar                             | 2 pts                                |
| 7e                                   | Eline Jansen                         | Pays-Bas                             | VolkerWessels                        | 2 pts                                |
| 8e                                   | Franziska Koch                       | Allemagne                            | Picnic PostNL                        | 2 pts                                |
| 9e                                   | Eva van Agt                          | Pays-Bas                             | Visma-Lease a Bike                   | 1 pt                                 |
| 10e                                  | Sara Martín                          | Espagne                              | Movistar                             | 1 pt                                 |
| modifier                             |                                      |                                      |                                      |                                      |

| Classement général de la meilleure jeune | Classement général de la meilleure jeune | Classement général de la meilleure jeune | Classement général de la meilleure jeune | Classement général de la meilleure jeune |
|                                          | Coureur                                  | Pays                                     | Équipe                                   | Temps                                    |
| ---------------------------------------- | ---------------------------------------- | ---------------------------------------- | ---------------------------------------- | ---------------------------------------- |
| 1er                                      | Julie Bego                               | France                                   | Cofidis                                  | en 11 h 14 min 11 s                      |
| 2e                                       | Nienke Vinke                             | Pays-Bas                                 | Picnic PostNL                            | + 22 s                                   |
| 3e                                       | Marion Bunel                             | France                                   | Visma-Lease a Bike                       | + 4 min 49 s                             |
| 4e                                       | Francesca Barale                         | Italie                                   | Picnic PostNL                            | + 7 min 24 s                             |
| 5e                                       | Titia Ryo                                | France                                   | Arkéa-B&B Hotels                         | + 9 min 39 s                             |
| 6e                                       | Imogen Wolff                             | Royaume-Uni                              | Visma-Lease a Bike                       | + 10 min 18 s                            |
| 7e                                       | Flora Perkins                            | Royaume-Uni                              | Fenix-Deceuninck                         | + 16 min 8 s                             |
| 8e                                       | Millie Couzens                           | Royaume-Uni                              | Fenix-Deceuninck                         | + 19 min 22 s                            |
| 9e                                       | Clémence Latimier                        | France                                   | Arkéa-B&B Hotels                         | + 20 min 43 s                            |
| 10e                                      | Maurène Trégouët                         | France                                   | Arkéa-B&B Hotels                         | + 25 min 47 s                            |
| modifier                                 |                                          |                                          |                                          |                                          |

| Classement par équipes | Classement par équipes  | Classement par équipes | Classement par équipes |
|                        | Équipe                  | Pays                   | Temps                  |
| ---------------------- | ----------------------- | ---------------------- | ---------------------- |
| 1re                    | FDJ-Suez                | France                 | en 33 h 41 min 25 s    |
| 2e                     | Canyon-SRAM zondacrypto | Allemagne              | + 57 s                 |
| 3e                     | Liv AlUla Jayco         | Australie              | + 59 s                 |
| 4e                     | AG Insurance-Soudal     | Belgique               | + 2 min 4 s            |
| 5e                     | Visma-Lease a Bike      | Pays-Bas               | + 2 min 19 s           |
| 6e                     | SD Worx-Protime         | Pays-Bas               | + 2 min 45 s           |
| 7e                     | Picnic PostNL           | Pays-Bas               | + 2 min 49 s           |
| 8e                     | Human Powered Health    | États-Unis             | + 3 min 9 s            |
| 9e                     | Fenix-Deceuninck        | Belgique               | + 3 min 32 s           |
| 10e                    | Lidl-Trek               | États-Unis             | + 4 min 9 s            |
| modifier               |                         |                        |                        |

## Abandon(s)
Deux coureuses ont abandonné au cours de l'étape : 
- Eleonora Gasparrini (UAE ADQ) : non-partante ;
- Rebecca Koerner (Uno-X Mobility) : non-partante.